# Montiéramey
Montiéramey – miejscowość i gmina we Francji, w regionie Grand Est, w departamencie Aube.
Według danych na rok 1990 gminę zamieszkiwało 351 osób, a gęstość zaludnienia wynosiła 52 osoby/km².

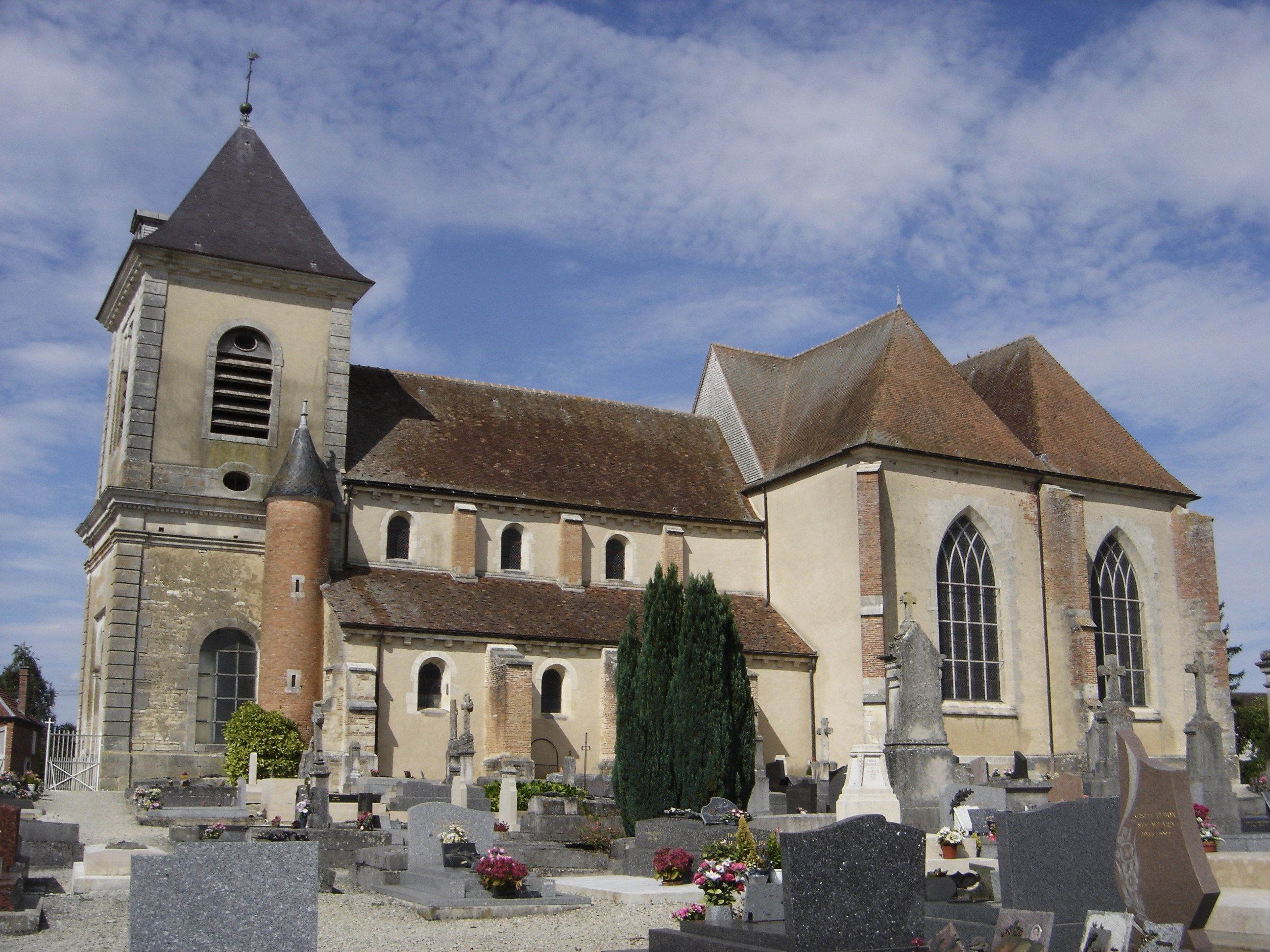
Kościół w Montiéramey, 2009